# Kürten
Kürten est une commune de Rhénanie-du-Nord-Westphalie, dans l'arrondissement de Rhin-Berg, en Allemagne.

## Personnalités liées à la ville
- Franz Karl Burgmer (1930-2017), homme politique né à Dürscheid.